# Sainte-Lucie-des-Laurentides
Sainte-Lucie-des-Laurentides è un comune del Canada, situato nella provincia del Québec, nella regione di Laurentides.